# 贝特维尔 (滨海塞纳省)
贝特维尔（法語：Betteville，法語發音：[bɛtvil]）是法国滨海塞纳省的一个旧市镇，属于鲁昂区。2016年，贝特维尔与邻近的3个市镇合并为新市镇圣马丹德利夫。

## 地理
贝特维尔（49°33'5"N, 0°47'36"E）面积8.57 平方千米，位于法国诺曼底大区滨海塞纳省，该省份为法国北部沿海省份，其西部及北部濒大西洋英吉利海峡，东起顺时针与索姆省、瓦兹省、厄尔省和卡爾瓦多斯省接壤。
与贝特维尔接壤的市镇（或旧市镇、城区）包括：布拉克维尔、拉福勒蒂耶尔、圣玛格丽特-叙迪克莱尔、圣旺德里耶-朗松、里沃昂塞纳。

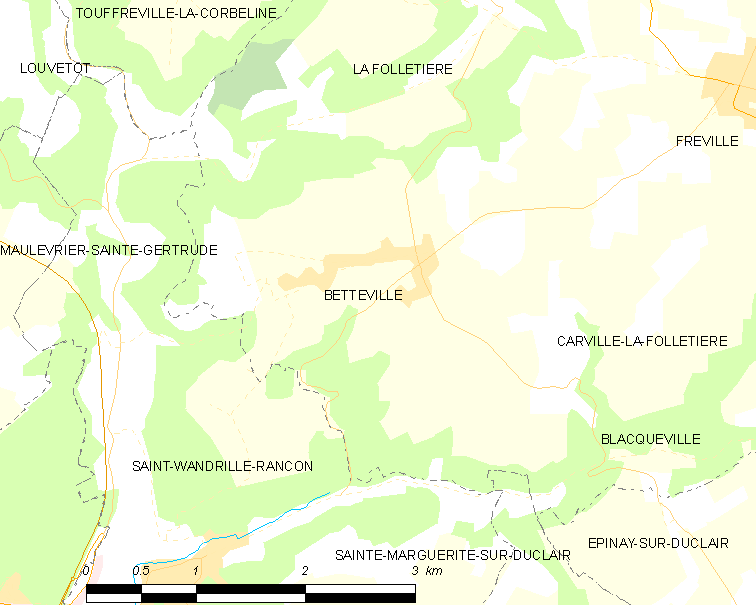
的OSM定位图

贝特维尔的时区为UTC+01:00、UTC+02:00（夏令时）。

## 行政
贝特维尔的邮政编码为76190，INSEE市镇编码为76089。

## 政治
贝特维尔所属的省级选区为邦德维尔圣母镇县。

## 人口

1962-2008年间人口变化图示

贝特维尔于2018年1月1日时的人口数量为561人。